# Rotz-Gletscher
Der Rotz-Gletscher ist ein etwa 14 km langer und bis zu 3 km breiter Gletscher im nördlichen Palmerland auf der Antarktischen Halbinsel. Er fließt westlich des Wakefield Highland zum Airy-Gletscher, den er an einer Landspitze südlich des Mount Timosthenes erreicht.
Trimetrogonluftaufnahmen entstanden am 27. November 1947 bei der US-amerikanischen Ronne Antarctic Research Expedition (1947–1948). Der Falkland Islands Dependencies Survey nahm im Dezember 1958 und November 1960 Vermessungen vor. Das UK Antarctic Place-Names Committee benannte ihn 1962 nach Jean Rotz, französischer Kartograf des 16. Jahrhunderts und ab 1542 Hydrograf des englischen Königs Heinrich VIII.